# Eva Angelina
Pour les articles homonymes, voir Angelina.
Eva Angelina, née le 14 mars 1985 dans le Comté d'Orange en Californie, est une actrice pornographique américaine.

## Récompenses
- 2007 : NightMoves Best Actress – Fan's Choice award.
- 2007 : XRCO Eva Angelina (Upload - Sex Z Pictures)
- 2008 : XBIZ Award - Female Performer of the Year
- 2008 : Adult DVD Empire’s Empire Girl
- 2008 : AVN Awards[2]
  - Best Solo Sex Scene (Video) - Upload
  - Meilleure actrice dans une vidéo (Best Actress (Video)) pour Upload
- 2010 : XRCO Award – Best Cumback[3]
- 2010 : XBIZ Award – Pornstar Website of the Year
- 2010 : AVN Award – Best All-Girl Group Sex Scene – Deviance
- 2010 : AVN Award – Best All-Girl Group Sex Scene – Deviance avec Alexis Texas, Teagan Presley et Sunny Leone
- 2011 : AVN Award – Best Tease Performance pour Car Wash Girls (avec Alexis Texas)

## Filmographie sélective
Eva Angelina est apparue dans plus de 400 films. Parmi lesquels :
- Deep throat this 18 ("Northstar" 2003)
- Pussy Party 1 (2004)
- Woman's World (2004)
- Dirty Girlz 4 (2005)
- No Man's Land: Latin Edition 6 (2005)
- No Man's Land Interracial Edition 11 (2006)
- Pussy Party 18 : Captive (2006)
- No Cocks Allowed! 2 (2006)
- Girlz Sportz (2006)
- Girlvana (2005)
- Girls Gone Wild (2005)
- Face Invaders (Zero Tolerance, 2006)
- Ghetto Fabulous (2006)
- Eva Angelina  (Red Light District, 2006)
- Da Vinci Load (Hustler, 2006)
- Busty Beauties: More Than a Handful (2006)
- Addicted (2006)
- No Man's Land Girlbang (2007)
- Girlgasmic (2007)
- Schoolgirls on Fire (2007)
- Girls Will Be Girls (2007)
- I Love Big Toys 6 (2007)
- Playgirl: Heavenly Heat (2007)
- Big Wet Asses 12 (2007)
- Girls Love Girls 3 (2008)
- Busty Bonitas Bon Bons (2008)
- Tits Ahoy 7 (2008)
- Jesse Jane: Sexy Hot (2008)
- Roller Dollz (2008)
- Glamour Girls 3 (2009)
- Deviance (2009)
- No Man's Land: Girls in Love 5 (2010)
- Teachers with Tits (2010)
- Car Wash Girls (2010)
- Curvy Girls 5 (2010)
- Busty Babysitters (2010)
- 2011 : Lesbian Love (II)
- 2011 : Pink Zone
- 2012 : Deviance 3
- 2012 : Strapped 1
- 2013 : Busty Lesbian Sex 2
- 2013 : Cumming Together For Christmas
- 2014 : Destruction of Bonnie Rotten
- 2014 : Fem Domination
- 2015 : Girl Crushed
- 2015 : Lesbians And Their Big Toys
- 2016 : No Man's Land: Latin Lovers
- 2016 : Prime Asses
- 2017 : All-Time Best Angels 4
- 2017 : Twenty: Classic Interrracial

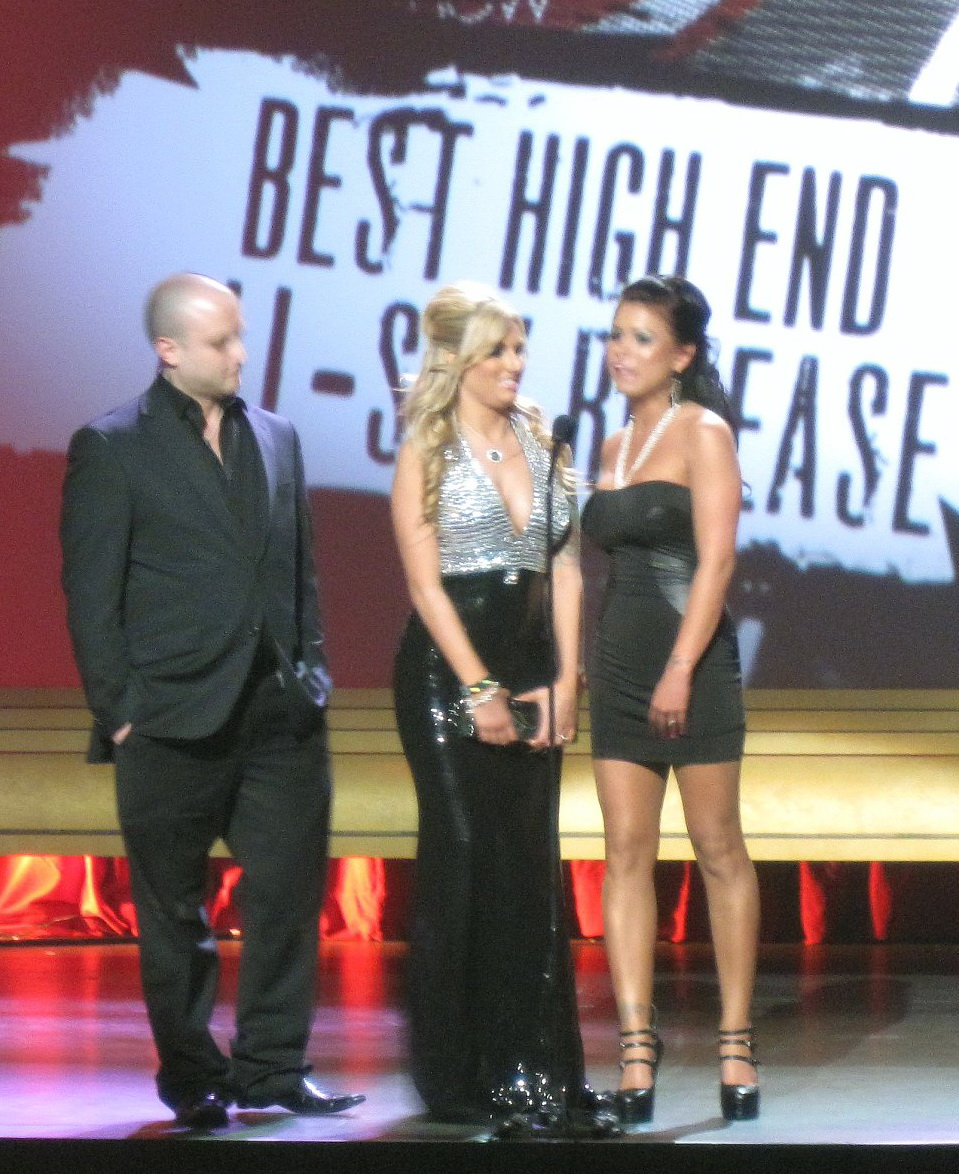
Director Joshua, Teagan Presley et Eva Angelina recevant une récompense aux AVN Awards 2010.

## Publications
- Fox (Février, 2006)
- Hustler (Novembre, 2005)
- Genesis (magazine) (en) (Octobre, 2005)